# رسانه (ارتباطات)

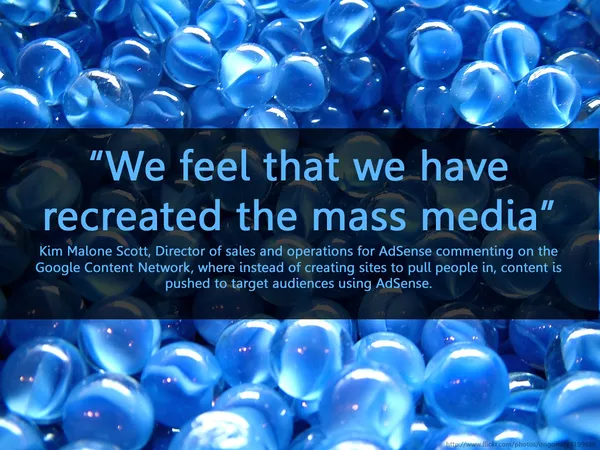
رسانه‌های جمعی

در علم ارتباطات، رسانه وسیله یا ابزاری برای رساندن داده یا اطلاعات است.
هاوارد رینگولد فرم‌های اولیهٔ ارتباطات انسانی را به عنوان اشکال اولیهٔ رسانه مانند نقاشی‌های غار مطرح کرده‌است.
اصطلاح رسانه در کاربرد مدرن اولین بار توسط مارشال مک لوهان، نظریه‌پرداز ارتباطات کانادایی مورد استفاده قرار گرفت که اظهار داشت: "رسانه‌ها اسباب بازی نیستند. آنها می‌توانند فقط به هنرمندان جدید سپرده شوند زیرا آنها فرم‌های هنری هستند. " در اواسط دههٔ ۱۹۶۰، این اصطلاح در آمریکای شمالی و انگلستان مورد استفادهٔ عمومی قرار گرفت. از نظر منکن، عبارت "رسانه‌های جمعی" از اوایل سال ۱۹۲۳ در ایالات متحده مورد استفاده قرار گرفت.

## چند رسانه‌ای
استفاده از رسانه‌های مختلف مانند متن، طراحی، گرافیک، عکس، صدا، ویدئو، انیمیشن… در کنار یکدیگر جهت انتقال بهتر پیام را چندرسانه‌ای گویند، که در مقابل برنامه‌های صرفاً متنی به کار می‌رود.
در چنین برنامه‌هایی تا حد امکان از متن کمتر استفاده شده و بار اصلی انتقال پیام بر عهده سایر رسانه‌های تصویری یا صوتی قرار می‌گیرد.

## اصطلاح رسانه
اصطلاح رسانه به صورت گسترده برای اشاره به گستره ای از ابزار به کار رفته می‌شود که انسان‌ها در طول تاریخ از آن‌ها برای ارتباط با هم در مورد یک واقعیت مشترک استفاده کرده‌اند. رایج‌ترین موارد از این دست مجموعه ای از تکنولوژی‌های مدرن (از چاپ مطبوعاتی گرفته تا اینترنت) است که ارتباطات میان فضاها، زمان‌ها و گونه‌های جمعی را تسهیل می‌کند.

## رسانه‌های الکترونیکی
عصر اطلاعات و رسانه‌های اجتماعی در قرن گذشته، انقلابی در ارتباطات از راه دور با فراهم آوردن رسانه‌های جدید برای ارتباطات از راه دور، ارتباطات را بسیار تغییر داده‌است.
اولین پخش رادیویی دو طرفه در سال ۱۹۰۶ رخ داد و منجر به برقراری ارتباط مشترک از طریق رسانه‌های آنالوگ و دیجیتال شد: ارتباطات از راه دور آنالوگ شامل برخی از سیستم‌های رادیویی، سیستم‌های تلفنی تاریخی و پخش تلویزیونی است.
ارتباطات از راه دور دیجیتال امکان برقراری ارتباط با واسطه رایانه، تلگراف، شبکه‌های رایانه ای، تلفن دیجیتال و تلویزیون دیجیتال را فراهم می‌کند. امروزه رسانه‌های ارتباطی مدرن امکان مبادلات شدید از راه دور بین تعداد بیشتری از افراد را فراهم می‌کنند. (ارتباطات از طریق ایمیل، انجمن‌های اینترنتی و حمل و نقل از راه دور).
رسانه‌های الکترونیکی اکنون به اشکال رایانه (رایانه لوحی، لپ تاپ و رومیزی)، تلفن‌های همراه، دستگاه‌های پخش MP3، DVD، سیستم‌های بازی ویدیویی، رادیوها و تلویزیون ارائه می‌شوند. فناوری‌های رسانه ای در دهه‌های گذشته به بالاترین سطح خود رسیده‌اند، بنابراین موجب پویایی هر چه بیشتر ارتباطات می‌شوند. رسانه‌های الکترونیکی از سال ۲۰۰۷ و زمانی که اولین آیفون عرضه شد، به شکل قابل توجهی افزایش یافت.
معنای رسانه‌های الکترونیکی، همان‌طور که در حوزه‌های مختلف شناخته می‌شود، با گذشت زمان تغییر کرده‌است. اصطلاح رسانه امروزه در مقایسه با معنی ده سال پیش معنای وسیع تری پیدا کرده‌است.
رسانه مدرن امروزه در بخش بانکی به منظور ارائه آسان‌تر و سریع تر خدمات به مصرف‌کنندگان استفاده می‌شود. در این نوار مغناطیسی، اطلاعات حساب پیوند دهنده به تمام داده‌های مربوط به یک مصرف‌کننده خاص ذخیره می‌شود. ویژگی‌های اصلی این نوع رسانه‌ها به صورت ثبت نشده (فرم خالی) تهیه می‌شوند و داده‌ها به‌طور معمول در مرحله بعدی طبق نیاز کاربر یا مصرف‌کننده آن ذخیره می‌شوند.

### بازی‌ها به عنوان رسانه
بازی‌ها هم نوعی رسانه هستند که برای انتقال پیام استفاده می‌شوند. جدا از عناصر معمول گرافیکی، شنیداری و روایی در بازی‌های ویدئویی، مکانیک بازی آن را در حوزه رسانه بی نظیر می‌کند.
بازیکنان با بازی تعامل دارند و با مشاهده بازده بازی پیام را استنباط می‌کنند. مکانیک بازی می‌تواند در هنگام تشویق دیگران، برای اعمال خاصی تبعیض قائل شود، بنابراین بازیکنان را به این نتیجه می‌رساند که رفتار خاصی نتایج مطلوبی را ایجاد می‌کند. اگرچه این مورد معمولاً و با موفقیت برای اهداف سرگرمی مورد استفاده قرار می‌گیرد، اما می‌تواند به عنوان ابزاری برای روابط عمومی برای برقراری ارتباط در مناطق دیگر استفاده شود.

## استفاده از ابزارهای رسانه
انگیزه‌های مردم برای گذراندن وقت با ابزارهای رسانه چیست؟
از بین نیازهای متعددی که پیشنهاد شده، بسیاری از پژوهش‌ها بر چهار دستهٔ اساسی از کنش‌ها تأکید دارند که می‌توان از وظایف ابزارهای رسانه باشد:
1. سرگرمی و تفریح
2. آگاهی و دانستن از جهان هستی
3. ارتباط اجتماعی
4. هویت شخصی و تعریف خود (مقایسهٔ تجربه و دیدگاه خود با تجربه‌ها و دیدگاه‌های کسانی که در ابزارهای رسانه‌ها ظاهر می‌شوند).

برخی پژوهش‌ها نشان داده‌اند که تلویزیون گسترده‌ترین و کم تخصصی‌ترین رسانه است، که می‌تواند این نیازهای چهارگانه را ارضا کند. رادیو نیز دارای همین کارکرد است. در مقابل، کتاب به عنوان امری که در اصل به نیازهای هویت شخصی پاسخ می‌دهد، روزنامه‌ها به عنوان وسیلهٔ بر طرف کنندهٔ نیازهای اطلاعاتی، و سینما به عنوان وسیله‌ای برای ارضای نیاز سرگرمی عمل می‌کنند.
رسانه همیشه یک ابزار نیست، گاه رسانه به قول مارشال مک لوهان فوق ابزار و خود یک پیام است. در بسیاری از رخدادهای مهم قرن ۲۱ام رسانه دارای نقشی برجسته بوده‌است. به خصوص در رای‌گیری‌ها و انتخابات و نیز بازتاب رویدادها و وقایع کشورها و دولت‌ها.

## تأثیرات ابزارهای رسانه‌ها
- فرهنگ پذیری.

فرهنگ پذیری عبارت است از فرایند القا و تقویت ارزش‌ها، باورها، سنت‌ها و معیارهای رفتاری و دیدن واقعیتی که توسط اعضای یک فرهنگ خاص پذیرفته شده‌است.
- یادگیری.
- هویت یابی

گسترش آگاهی مردم در امور سیاسی و اجتماعی و افزایش قدرت تأثیرگذاری در تصمیمات حکومتی از فواید آنست